# 瑪麗耶拉·史加隆尼
瑪麗耶拉·史加隆尼（1986年10月4日—）是一名阿根廷曲棍球運動員，曾代表國家參加2012年倫敦奧運的女子曲棍球比賽，並獲得一面銀牌。